# Чемпионат России по биатлону 2007/2008
Чемпионат России по биатлону сезона 2007/2008 прошёл в несколько этапов с декабря 2007 года по апрель 2008 года. Были разыграны медали в 7-и индивидуальных и 4-х командных дисциплинах.
Индивидуальная гонка проведена в декабре 2007 года в Ижевске в рамках соревнований «Ижевская винтовка».
В марте 2008 года в Красноярске разыграны комплекты медалей в смешанной эстафете, командной гонке, суперспринте и гонке патрулей.
Основная часть чемпионата проведена в марте-апреле 2008 года в Увате, где были разыграны медали в шести дисциплинах — суперпасьюте, марафоне, спринте, гонке преследования, масс-старте и эстафете. Соревнования по марафону проведены впервые в истории чемпионатов России.

## Результаты
| Гонка                                                                              | Мужчины | Женщины |
| Индивидуальная гонка 21 декабря 2007 Женщины: 15 км 20 декабря 2007 Мужчины: 20 км | 1. Андрей Дубасов 59:17.0 (0) 2. Евгений Устюгов +39.0 (2) 3. Алексей Болтенко +53.0 (1) allsportinfo.ru | 1. Яна Романова 48:59.0 (1) 2. Любовь Петрова +50.0 (1) 3. / Надежда Частина +1:26.0 (1) allsportinfo.ru |
| Смешанная эстафета март 2008 2x6+2x7.5 км                                          | 1. / Башкортостан/Удмуртия (Любовь Ермолаева, Мария Косинова, Вячеслав Алыпов, Марсель Шарипов) 2. / Тюменская область/ХМАО (Анна Булыгина, Анна Сорокина, Филипп Шульман, Артём Гусев) 3. Свердловская область (Галина Баландина, Елизавета Ливаненкова, Сергей Предеин, Николай Елисеев)               | 1. / Башкортостан/Удмуртия (Любовь Ермолаева, Мария Косинова, Вячеслав Алыпов, Марсель Шарипов) 2. / Тюменская область/ХМАО (Анна Булыгина, Анна Сорокина, Филипп Шульман, Артём Гусев) 3. Свердловская область (Галина Баландина, Елизавета Ливаненкова, Сергей Предеин, Николай Елисеев)                                             |
| Командная гонка 15 марта 2008 Женщины: 7,5 км 15 марта 2008 Мужчины: 10 км         | 1. Красноярский край 32:58.4 (4) (Евгений Устюгов, Александр Шрейдер, Кирилл Щербаков, Олег Милованов) 2. ХМАО +4.7 (5) (Алексей Соловьёв, Филипп Шульман, Андрей Дубасов, Артём Гусев) 3. Московская область +38.9 (7) (Максим Киселёв, Сергей Суздалев, Андрей Веденин, Илья Лопухов) regnum.ru        | 1. Красноярский край 26:15.8 (4) (Надежда Тягунская, Татьяна Зевахина, Елена Мизонова, Ольга Пылёва) 2. ХМАО +4.1 (6) (Наталья Егошина, Анна Коробова, Ирина Фомина, Евгения Селедцова) 3. Санкт-Петербург +33.6 (6) (Надежда Писарева, Елена Ермолаева, Ирина Арнакова, Лариса Дьякова) regnum.ru                                     |
| Суперспринт 18 марта 2008 Женщины: 6 км 18 марта 2008 Мужчины: 6 км                | 1. Артём Гусев 16:15.6 (0) 2. Николай Козлов +5.4 (0) 3. Сергей Коновалов +8.3 (0) Протоколы | 1. Анна Булыгина 18:57.2 (0) 2. Мария Дудакова +30.4 (0) 3. Татьяна Зевахина +37.1 (0) Протоколы |
| Гонка патрулей 19 марта 2008 Женщины: 7,5 км 19 марта 2008 Мужчины: 10 км          | 1. Уральский федеральный округ () 2. Красноярский край (Александр Гризман, Александр Шрейдер, Евгений Устюгов, Олег Милованов, Кирилл Щербаков) 3. Удмуртия () newslab.ru | 1. / Свердловская/ХМАО/Тюмень (Анна Коробова, ???, ???) 2. Новосибирская область () 3. / Башкортостан/Удмуртия () newslab.ru |
| Супер пасьют 26 марта 2008 Женщины: 3,6 км 27 марта 2008 Мужчины: 7,5 км           | 1. Андрей Прокунин 20:09.3 (5) 2. Максим Максимов +9.0 (4) 3. Василий Хвастунов +30.4 (0) Протоколы | 1. Ольга Анисимова 18:54.1 (4) 2. Наталья Соколова +41.6 (2) 3. Анна Булыгина +1:28.7 (5) Протоколы |
| Марафон 29 марта 2008 Женщины: 21,6 км 30 марта 2008 Мужчины: 27 км                | 1. Андрей Маковеев 1:08.57,5 (11) 2. Артём Ушаков +23,2 (8) 3. Сергей Коновалов +49,9 (12) sports.ru | 1. Наталья Соколова 1:06.26,5 (9) 2. Екатерина Юрлова +33,3 (8) 3. / Надежда Частина +1.12,9 (6) sports.ru |
| Спринт 2 апреля 2008 Женщины: 7,5 км 2 апреля 2008 Мужчины: 10 км                  | 1. Иван Черезов 23:19.7 (0) 2. Максим Максимов +11.6 (1) 3. Николай Круглов +35.7 (0) Протоколы | 1. Светлана Слепцова 25:12.5 (1) 2. Ольга Анисимова +1:20.1 (0) 3. Наталья Соколова +2:23.0 (1) Протоколы |
| Пасьют 3 апреля 2008 Женщины: 10 км 3 апреля 2008 Мужчины: 12,5 км                 | 1. Иван Черезов 35:40.7 (1) 2. Максим Максимов +23.9 (3) 3. Николай Круглов +33.2 (3) Протоколы | 1 (1). Светлана Слепцова 41:05.3 (4) 2 (2). Ольга Анисимова +1:03.1 (2) 3 (-). Тура Бергер +3:33.2 (3) 4. (3) Наталья Соколова +3:37.1 (2) Протоколы |
| Масс-старт 5 апреля 2008 Женщины: 12,5 км 5 апреля 2008 Мужчины: 15 км             | 1. Андрей Прокунин 39:31.7 (4) 2. Артём Гусев +16.0 (3) 3. Олег Милованов +29.0 (3) Протоколы | 1. Ольга Анисимова 40:07.4 (4) 2. / Надежда Частина +39.3 (4) 3. Мария Садилова +53.4 (3) Протоколы |
| Эстафета 6 апреля 2008 Женщины: 4 х 6 км 6 апреля 2008 Мужчины: 4 х 7,5 км         | 1. Удмуртия-1 1:18:16.4 (0+5) (Вячеслав Алыпов, Владимир Семаков, Иван Черезов, Максим Максимов) 2. Красноярский край +46.3 (0+6) (Николай Козлов, Евгений Устюгов, Кирилл Щербаков, Олег Милованов) 3. ХМАО-1 +1:00.8 (0+12) (Андрей Дубасов, Николай Круглов, Артём Гусев, Дмитрий Ярошенко) Протоколы | 1. ХМАО-1 1:17:09.9 (0+15) (Светлана Слепцова, Наталья Егошина, Екатерина Шумилова, Ольга Анисимова) 2. Санкт-Петербург/Мурманск +40.3 (1+10) (Людмила Соломатина, Ульяна Денисова, Екатерина Юрлова, Наталья Гусева) 3. Красноярский край +1:01.5 (0+6) (Елена Мизонова, Ольга Пылёва, Татьяна Зевахина, Надежда Тягунская) Протоколы |

## Медали
| Место | Регион               |   |     |     | Всего |
| ----- | -------------------- | - | --- | --- | ----- |
| 1     | ХМАО                 | 5 | 3   | 3   | 11    |
| 2     | Удмуртия             | 3 | 3   | 0   | 6     |
| 3     | Москва               | 2 | 0   | 0   | 2     |
| 4     | Красноярский край    | 0 | 1   | 2   | 3     |
| 5     | Свердловская область | 0 | 1   | 1   | 2     |
| 6     | Тюменская область    | 0 | 0   | 2   | 2     |
| =7    | Ульяновская область  | 0 | 0,5 | 0   | 0,5   |
| =7    | Санкт-Петербург      | 0 | 0,5 | 0   | 0,5   |
| =7    | Мурманск             | 0 | 0,5 | 0   | 0,5   |
| =7    | Омская область       | 0 | 0,5 | 0   | 0,5   |
| =11   | Норвегия             | 0 | 0   | 0,5 | 0,5   |
| =11   | Челябинская область  | 0 | 0   | 0,5 | 0,5   |